# Coma Divine – Recorded Live in Rome
Coma Divine – Recorded Live in Rome – album koncertowy brytyjskiego zespołu Porcupine Tree nagrany w trakcie 3 kolejnych występów w rzymskim klubie Frontiera w marcu 1997. W roku 2003 została wydana rozszerzona, zremasterowana wersja płyty, zawierająca 4 dodatkowe utwory. W 2020 zespół opublikował w formie elektronicznej suplement: „Coma: Coda”, zawierający niepublikowane wcześniej utwory z występu.

## Lista utworów

### Wydanie 1997
1. Bornlivedieintro – 1:23
2. Signify – 5:22
3. Waiting Phase One – 4:32
4. Waiting Phase Two – 5:28
5. The Sky Moves Sideways – 12:38
6. Dislocated Day – 6:37
7. The Sleep of No Dreaming – 5:18
8. Moonloop – 11:40
9. Radioactive Toy – 15:26
10. Not Beautiful Anymore – 9:43

### Wydanie 2003

#### CD 1
1. Bornlivedieintro – 1:23
2. Signify – 5:22
3. Waiting Phase One – 4:32
4. Waiting Phase Two – 5:28
5. The Sky Moves Sideways – 12:38
6. Dislocated Day – 6:37
7. The Sleep of No Dreaming – 5:18
8. Moonloop – 11:40

#### CD 2
1. Up the Downstair – 7:40
2. The Moon Touches Your Shoulder – 5:05
3. Always Never – 5:41
4. IS...NOT – 6:09
5. Radioactive Toy – 13:32
6. Not Beautiful Anymore – 9:43

### Coma: Coda (Rome 1997) (wydanie 2020)[3]
1. Intro/Signify - 7:10
2. Cryogenics/Dark Matter - 10:45
3. Idiot Prayer - 7:29
4. Nine Cats - 3:44
5. Every Home is Wired - 3:03
6. Dislocated Day (incomplete) - 3:37
7. Radioactive Toy - 13:27
8. Voyage 34 Phase II - 15:49

## Twórcy
- Steven Wilson – gitara, śpiew
- Richard Barbieri – syntezatory
- Colin Edwin – gitara basowa
- Chris Maitland – instrumenty perkusyjne, śpiew